# Robert Szczot
Robert Szczot (Oleśnica, 31 de janeiro de 1982) é um ex–futebolista profissional polaco, meia.